# Coptopsylla bondari
Coptopsylla bondari är en loppart som beskrevs av Ioff 1946. Coptopsylla bondari ingår i släktet Coptopsylla och familjen Coptopsyllidae. Inga underarter finns listade i Catalogue of Life.